# هاینو کلایمینگر

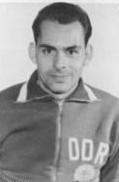

هاینو کلایمینگر (به آلمانی: Heino Kleiminger) ‏(۳ فوریه ۱۹۳۹ – ۱۶ آوریل ۲۰۱۵)، بازیکن فوتبال و مهاجم اهل آلمان شرقی بود که از سال ۱۹۶۳ میلادی عضو تیم ملی فوتبال آلمان شرقی بوده‌است. وی در ۴ بازی ملی حضور داشته و در بازی‌های ملی‌اش ۵ گل به ثمر رساند. هاینو کلایمینگر آخرین بازی ملی خود را در سال ۱۹۶۴ میلادی انجام داد.